# Vennans
Vennans é uma comuna francesa na região administrativa de Borgonha-Franco-Condado, no departamento de Doubs. Estende-se por uma área de 1,36 km². Em 2010 a comuna tinha 266 habitantes (densidade: 195,6 hab./km²).